# Despina Vandi
Despina Vandi (em grego: Δέσποινα Βανδή; Tubinga, 22 de julho de 1969), nascida Despina Malea, é uma cantora grega famosa principalmente na Grécia e Chipre. Vandi começou a carreira musical em 1994, depois de assinar com a Minos EMI. Ela lançou dois discos com pouco sucesso, antes de iniciar uma colaboração exclusiva com Phoebus um compositor de notável sucesso comercial com seu terceiro álbum Deka Endoles.
A colaboração com Phoebus tornou-se uma das mais bem sucedidas na história da música grega e seus próximos três álbuns Profities (1999), Gia (2001), e Stin Avli Tou Paradeisou (2004) ganharam status de multi-platina, estando entre os álbuns mais bem sucedidos de suas respectivas décadas.
O sucesso de Gia ajudou a cantora a entrar em mercados vizinhos e ela lançou em seguida uma série de singles em língua inglesa em uma breve tentativa de entrar no mercado internacional. Depois de uma pausa da música, Vandi retornou em 2007 com seu álbum 10 Hronia Mazi, comemorando seus dez anos de colaboração com Phoebus, que foi de um sucesso moderado. Até 2007, Vandi já vendeu mais de 1 milhão de cópias.

## Discografia
- Gela Mou (1994)
- Esena Perimeno (1996)
- Deka Endoles (1997)
- Profities (1999)
- The best (2001)
- Gia (2001)
- Despina Vandi Live (2003)
- Ballads (2004)
- Dance (2004)
- Stin Avli Tou Paradeisou (2004)
- Singles (2006)
- 10 Hronia Mazi (2007)
- C´Est La Vie (2010)
- Allaksa (2012)
- De Me Stamatises (2014)
- Afti Ine I Diafora Mas (2016)